# Gerda Östergren
Gerda (Gärda) Vivika Catharina Östergren, född 6 juli 1914 i Kungsholms församling i Stockholm, död 8 juni 1990 i Ängelholm, var en svensk målare.
Hon var dotter till kammarrättspresidenten Axel Reinhold Östergren och Emma Johanna Vivika Grönvall. Östergren vistades i Nederländerna och Belgien 1947–1955 där hon även bedrev målarstudier. Samtidigt med konstnärsgruppen X/6 utställning på Sturegalleriet 1956 blev hon inbjuden att visa en egen kollektion. Hon medverkade därefter i ett flertal grupp- och samlingsutställningar. Hennes konst består av stilleben och landskapsskildringar utförda i olja.
Östergren är gravsatt på Mofalla kyrkogård.